# Bintan (Regierungsbezirk)
Bintan ist ein indonesischer Regierungsbezirk (Kabupaten) in der indonesischen Provinz Kepulauan Riau. Ende 2023 leben hier knapp 176.000 Menschen. Seit 2004 ist der Verwaltungssitz Bandar Seri Bentan, davor war es Tanjung Pinang.

## Geografie
Bezüglich seiner Territorialfläche belegt der Kabupaten Platz 3 von 7 Verwaltungseinheiten der 2. Ebene (Kabupaten/Kota) in der Provinz (15,93 %) bzw. Platz 107 von 120 Kabupaten auf der Insel Sumatra.

### Lage
Der Kabupaten Bintan besteht aus 272 Inseln, von denen nur 37 ständig bewohnt sind. Dazu gehört die größten Insel der Provinz (Bintan, 1.1.73 km²), den ca. 350 km weiter östlich gelegenen Tambelaninseln und dem Tudjuh-Archipel sowie weiteren unbedeuteren Inseln und Eilanden. Im Südwesten grenzt er an Tanjung Pinang, die Hauptstadt der Provinz. Bintan erstreckt sich zwischen 0° 00′ 58″ und 1° 35′ 06″ n. Br. sowie zwischen 104° 12′ 49″ und 108° 02′ 40″ ö. L.

## Verwaltungsgliederung
Administrativ gliedert sich der Kabupaten Bintan in zehn Distrikte (Kecamatan) mit 51 Dörfern (indonesisch Desa). Im Volkszählungsjahr 2020 waren davon 15 als Kelurahan städtisch geprägt. Eine tiefere Untergliederung erfolgte in 71 RW (Rukun Warga, ‘Citizens Association’) und 616 RT (Rukun Tetangga, ‘Neighborhood Association’).
| Code 1   | Kecamatan Distrikt | Ibu Kota Verwaltungssitz | Fläche (km²) | Einw. Zensus 2010 2 | Volkszählung 2020 | Volkszählung 2020 | Volkszählung 2020 | Anzahl der Dörfer 6 | Anzahl der Inseln |
| Code 1   | Kecamatan Distrikt | Ibu Kota Verwaltungssitz | Fläche (km²) | Einw. Zensus 2010 2 | Einw. 3           | 0Dichte 40        | Sex Ratio 5       | Anzahl der Dörfer 6 |                   |
| -------- | ------------------ | ------------------------ | ------------ | ------------------- | ----------------- | ----------------- | ----------------- | ------------------- | ----------------- |
| 21.01.04 | Gunung Kijang      | Gunung Kijang            | 192,89       | 12.007              | 14.796            | 76,7              | 110,80            | 3 / 1               | 20                |
| 21.01.06 | Bintan Timur       | Kijang Kota              | 100,18       | 39.006              | 45.929            | 458,5             | 105,33            | – / 4               | –                 |
| 21.01.07 | Bintan Utara       | Tanjung Uban Kota        | 43,26        | 21.193              | 22.527            | 520,7             | 102,36            | 1 / 4               | 5                 |
| 21.01.08 | Teluk Bintan       | Sembeling Tanjung00      | 125,44       | 8.934               | 11.367            | 90,6              | 113,99            | 5 / 1               | 10                |
| 21.01.09 | Tambelan           | Tambelan                 | 91,02        | 4.975               | 4.891             | 53,7              | 107,77            | 7 / 1               | 77                |
| 21.01.10 | Teluk Sebong       | Sebong Lagoi             | 285,72       | 16.019              | 18.234            | 63,8              | 107,70            | 6 / 1               | 42                |
| 21.01.12 | Toapaya            | Toapaya                  | 176,48       | 10.633              | 12.843            | 72,8              | 106,51            | 3 / 1               | –                 |
| 21.01.13 | Mantang            | Mantang Lama             | 63,61        | 3.896               | 4.162             | 65,4              | 112,46            | 4 / –               | 33                |
| 21.01.14 | Bintan Pesisir     | Kelong                   | 116,11       | 8.005               | 6.857             | 59,1              | 108,36            | 4 / –               | 77                |
| 21.01.15 | Seri Kuala Lobam00 | Teluk Lobam              | 123,5        | 17.632              | 17.912            | 145,0             | 101,37            | 3 / 2               | 8                 |
| 21.01    | Kab. Bintan        | Kab. Bintan              | 1.318,21     | 142.300             | 159.518           | 121,0             | 106,29            | 36 / 15             | 272               |

## Demografie
Hinsichtlich der Bevölkerung wird (mit 8,07 % der Provinz) Platz 4 der 7 Verwaltungseinheiten der 2. Ebene (Kabupaten/Kota) erreicht. Bezogen auf alle 120 Kabupaten auf der Insel Sumatra entspricht dies Rang 96. Mit der Bevölkerungsdichte von 133,4 Einw. je km² erreicht Bintan mühsam die Hälfte des Provinzwertes von 263,44.
Der Frauenanteil hat sich zwischen den beiden Volkszählungen 2010 und 2020 sowie zum Jahresende 2023 erhöht und auf Werte unterhalb von 49 Prozent eingepegelt, Tendenz steigend.
| Religion im Jahr 2020 | Religion im Jahr 2020 | Religion im Jahr 2020 | Religion im Jahr 2020 |
| Religion              | Anzahl                | Anteil (%)            | Gebäude               |
| --------------------- | --------------------- | --------------------- | --------------------- |
| Islam                 | 141.684               | 88,03                 | 184 1                 |
| Christen insg.        | 011.128 2             | 06,91                 | 034                   |
| Davon:                |                       |                       |                       |
| Protestanten          | 008.207               | 73,75                 | 023                   |
| Katholiken            | 002.921               | 26,25                 | 011                   |
|                       |                       |                       |                       |
| Hindus                | 00.117                | 00,07                 | 002                   |
| Buddhisten            | 007.523 2             | 04,67                 | 017                   |

| Jahr  | Gesamt- Bevölkerung | Männer  | %      | Frauen  | %      |
| ----- | ------------------- | ------- | ------ | ------- | ------ |
| 02010 | 00142.300           | 073.665 | 051,77 | 068.635 | 048,23 |
| 02020 | 00159.518           | 082.190 | 051,52 | 077.328 | 048,48 |
| 02023 | 00175.873           | 090.148 | 051,26 | 085.725 | 048,74 |

### Soziale Daten 2020
| Merkmal                                                            | Kab. Bintan | 0Prov. Kep. Riau0 |
| ------------------------------------------------------------------ | ----------- | ----------------- |
| Bevölkerung unterhalb der Armutsgrenze (Tsd.)0                     | 10,21       | 142,61            |
| Anteil der „armen Bevölkerung“ (indonesisch Penduduk miskin) (%)00 | 06,36       | 006,13            |
| Arbeitslosenrate (%)                                               | 08,86       | 010,34            |
| Lebenserwartung bei der Geburt (Jahre)                             | 70,38       | 069,96            |
| HDI-Index                                                          | 74,13       | 075,59            |
| Analphabetenrate (in %, 15+ J.)                                    |             | 001,00            |
| Anteil der Altersgruppen                                           | 0Real0      | 0Prozentual0      |
| Kinder (<15 J.)                                                    | 0041.3700   | 25,93             |
| arbeitsfähige Bevölkerung (15–64 J.)                               | 0110.6070   | 69,34             |
| Rentner und Pensionäre (>65 J.)                                    | 0007.5410   | 04,73             |

### Aktuelle Daten der Bevölkerungsfortschreibung
Nachfolgende Tabelle gibt den Einwohnerstand nach Geschlecht vom Jahresende 2022 und 2023 wieder. Er resultiert aus den Ergebnissen der Fortschreibung durch die örtlichen Zivilregistrierungsbüros (Disdukcapil, indonesisch Dinas Kependudukan dan Pencatatan Sipil) und kann in einer interaktiven Karte abgerufen werden
| Kecamatan          | 31.12.2022 | 31.12.2022 | 31.12.2022 | Fläche km² | 31.12.2023 | 31.12.2023 | 31.12.2023 | 31.12.2023         | 31.12.2023          |
| Kecamatan          | 0Insg.     | männl.     | weibl.     | Fläche km² | 0Insg.     | männl.     | weibl.     | Dichte [Einw./km²] | Sex Ratio [M*100/F] |
| ------------------ | ---------- | ---------- | ---------- | ---------- | ---------- | ---------- | ---------- | ------------------ | ------------------- |
| Gunung Kijang      | 16.878     | 8.712      | 8.166      | 215,98     | 17.583     | 9.078      | 8.505      | 81,4               | 106,74              |
| Bintan Timur       | 49.298     | 25.257     | 24.041     | 96,56      | 50.472     | 25.881     | 24.591     | 522,7              | 105,25              |
| Bintan Utara       | 24.452     | 12.331     | 12.121     | 53,85      | 24.941     | 12.583     | 12.358     | 463,2              | 101,82              |
| Teluk Bintan       | 11.747     | 6.079      | 5.668      | 129,83     | 11.875     | 6.164      | 5.711      | 91,5               | 107,93              |
| Tambelan           | 5.235      | 2.687      | 2.548      | 90,46      | 5.228      | 2.690      | 2.538      | 57,8               | 105,99              |
| Telok Sebong       | 19.035     | 9.820      | 9.215      | 324,57     | 19.558     | 10.074     | 9.484      | 60,3               | 106,22              |
| Toapaya            | 14.197     | 7.307      | 6.890      | 149,22     | 14.641     | 7.530      | 7.111      | 98,1               | 105,89              |
| Mantang            | 4.497      | 2.378      | 2.119      | 64,70      | 4.612      | 2.437      | 2.175      | 71,3               | 112,05              |
| Bintan Pesisir     | 6.988      | 3.639      | 3.349      | 121,10     | 7.015      | 3.667      | 3.348      | 57,9               | 109,53              |
| Seri Kuala Lobam00 | 19.403     | 9.782      | 9.621      | 90,35      | 19.948     | 10.044     | 9.904      | 220,8              | 101,41              |
| Kab. Bintan        | 171.730    | 87.992     | 83.738     | 1336,62 1  | 175.873    | 90.148     | 85.725     | 131,6              | 105,16              |